# Vanda Pinedo
Vanda de Oliveira Gomes Pinedo (Pedro Osório, 23 de dezembro de 1958) é uma mulher negra, professora da rede estadual de Santa Catarina, militante vanguardista e ex-coordenadora estadual e nacional do Movimento Negro Unificado (MNU), integrante do Fórum das Religiões de Matriz Africanas Florianópolis.  Suas contribuiçoes junto ao MNU buscam dar visibilidade para cultura afro-brasileira na construção do Brasil tal como 20 de novembro, o dia da consciência negra e a lei 10639 de 2003. Segundo ela
O MNU sempre teve uma atuação junto às comunidades, lutando pela população em situação de rua, pelo serviço de transporte público em comunidades carentes e contra a violência policial. Atuamos em atos contra privatizações  (Eletrosul e Comcap), em debates sobre racismo no mercado de trabalho, em defesa da libertação de Mandela, com palestras em escolas públicas envolvendo professores e alunos.— Vanda Pinedo
É filiada ao partido dos trabalhadores (PT).
Em 2010, foi reconhecida, por meio da medalha Cruz e Souza, entregue pela câmara de vereadores de Florianópolis como uma das personalidades negras com importantes contribuições nas áreas cultural, desportiva, de desenvolvimento social e educacional.